# 蒙特利尔银行国家历史遗址
蒙特利尔银行国家历史遗址（法語：lieu historique national de la Banque de Montréal）是加拿大蒙特利尔一座历史悠久的原银行分行建筑。这座建筑建于1894年，用砂岩建造，位于圣母街（rue Notre Dame Ouest）和 rue des Seigneurs的转角，在1990年被指定为加拿大国家历史遗址，因为：
这座建筑是安妮女王复兴风格适用于商业建筑的一个特别好的例子，⋯⋯蒙特利尔银行大楼为同名银行建造，是安妮女王复兴风格在商业建筑中表达的一个罕见的幸存例子。它使用佛兰芒图案，模仿佛兰芒公共建筑，是这种风格的典型。——加拿大历史遗址及纪念碑委员会，1990年記錄。
该建筑现在是玛莎佛朗哥建筑与设计事务所（Martha Franco Architecture and Design）的所在地。

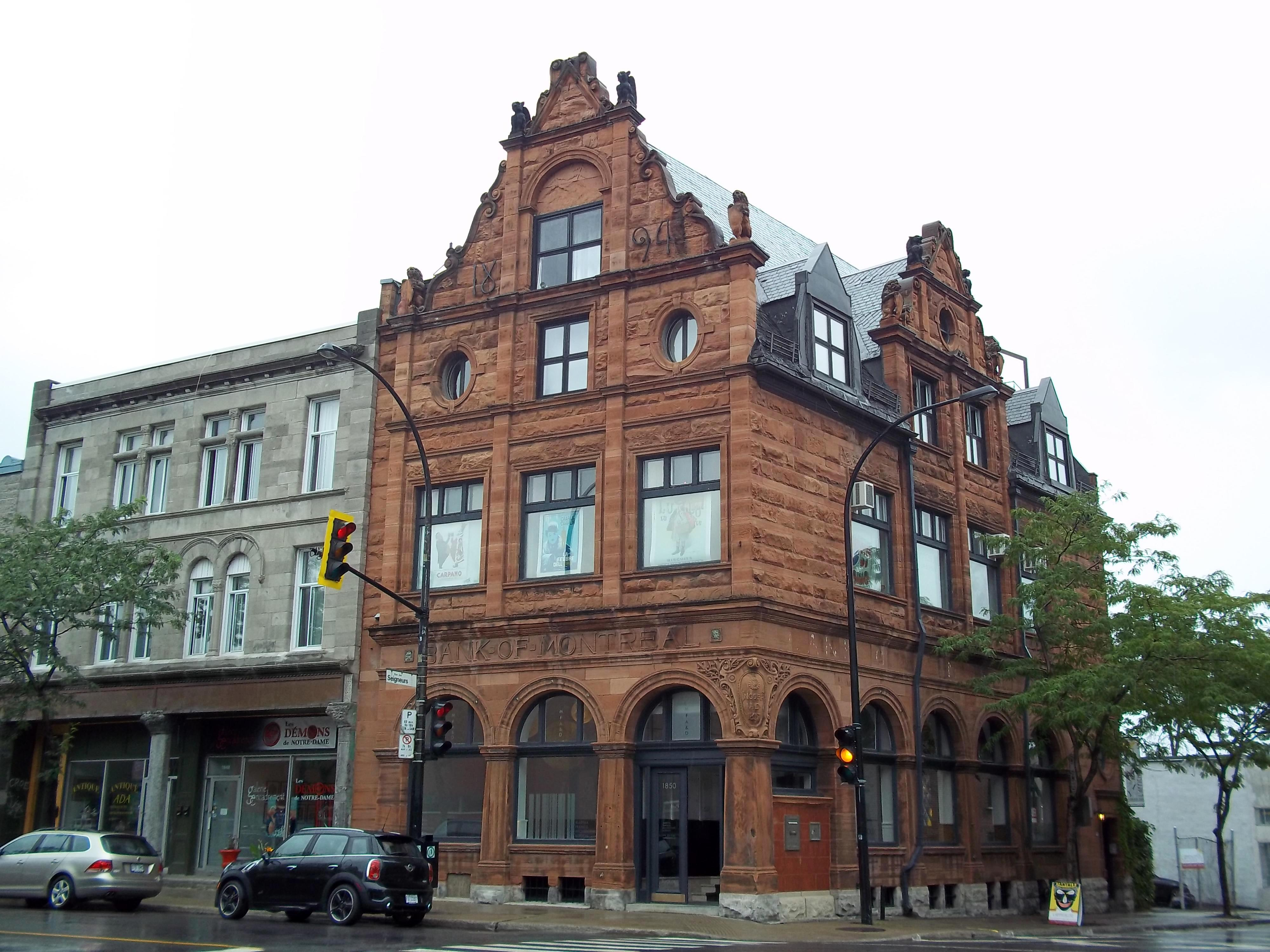
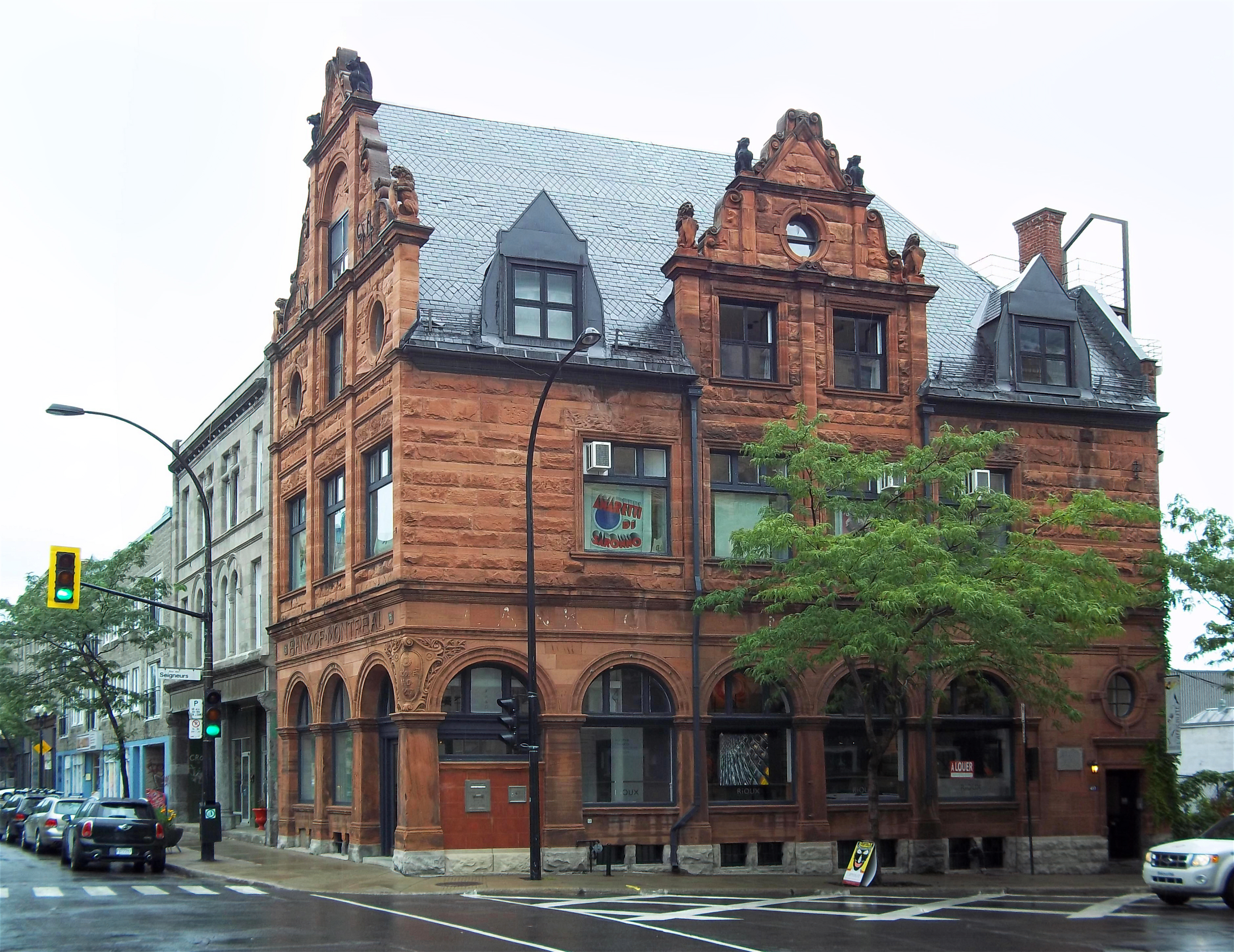
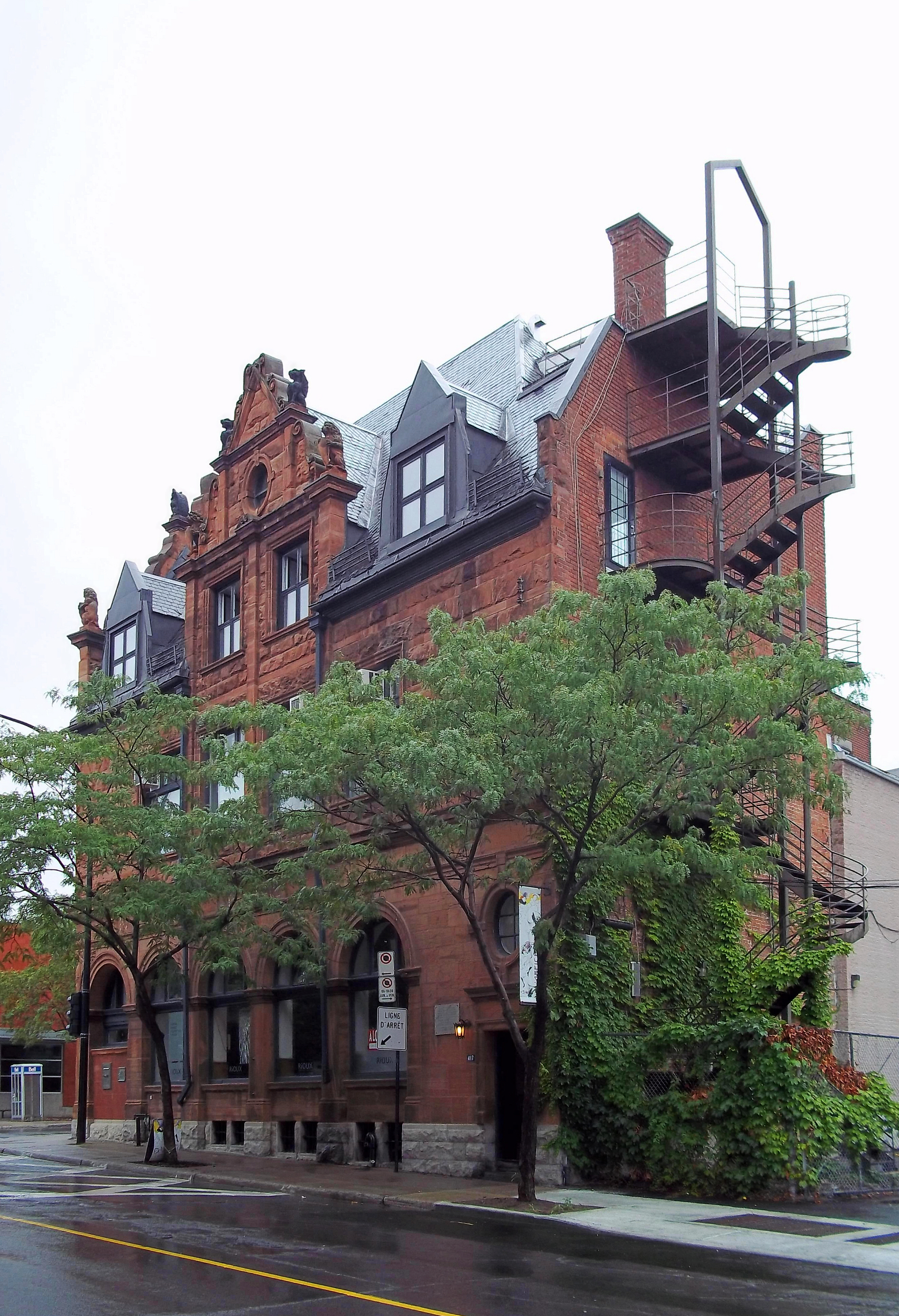